# Sac de lait

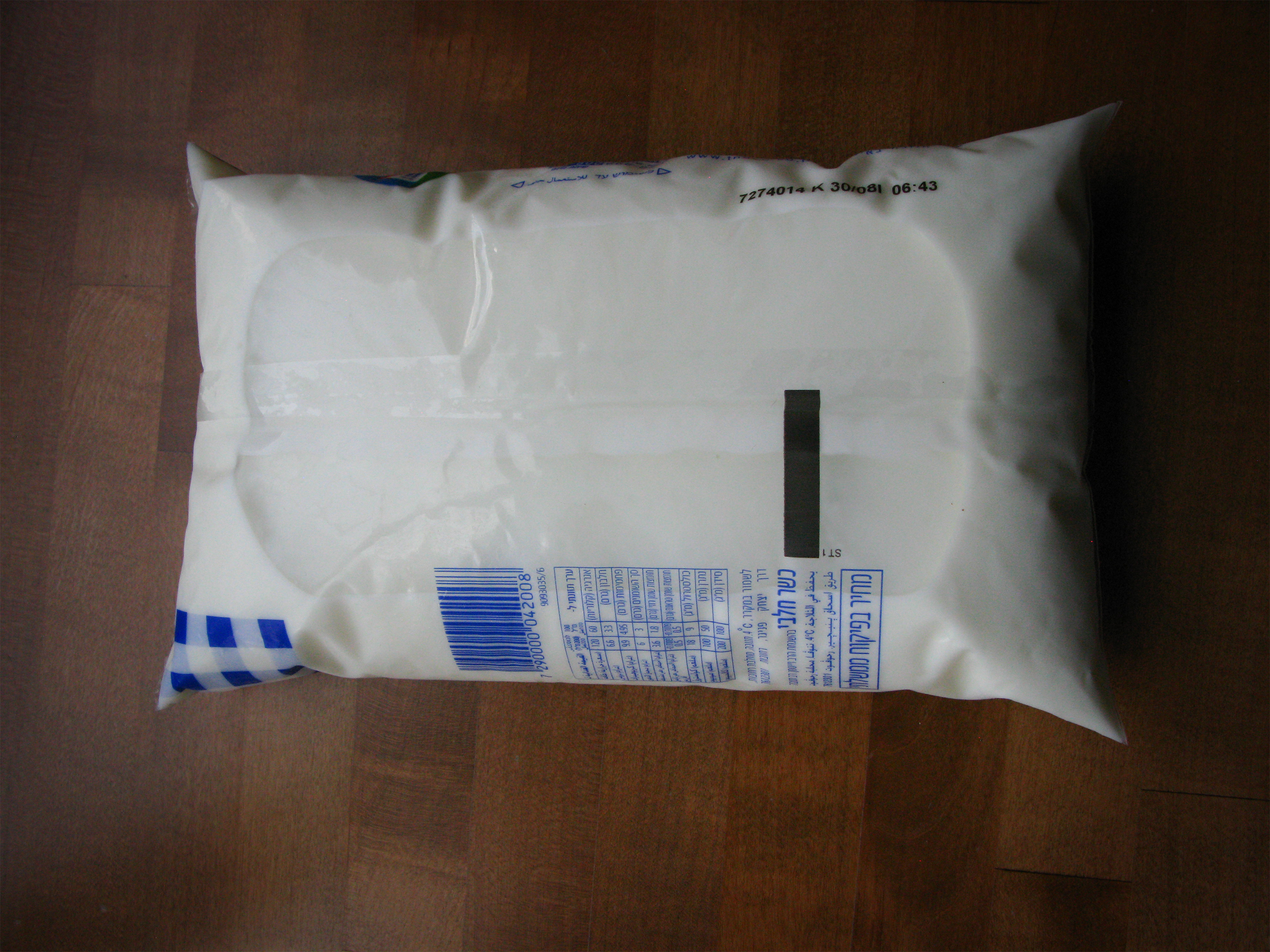
Un sac de lait en Israël.

Un sac de lait est un sac plastique contenant du lait normalisé. Il est généralement utilisé dans un pichet, avec un coin percé pour verser le lait. Le volume du sac est ordinairement de 1,33 litre en Amérique du Nord et d'un litre en Europe de l'Est et dans les pays Baltes. Ce format est aussi présent au Maghreb.

## Sacs de lait au Canada

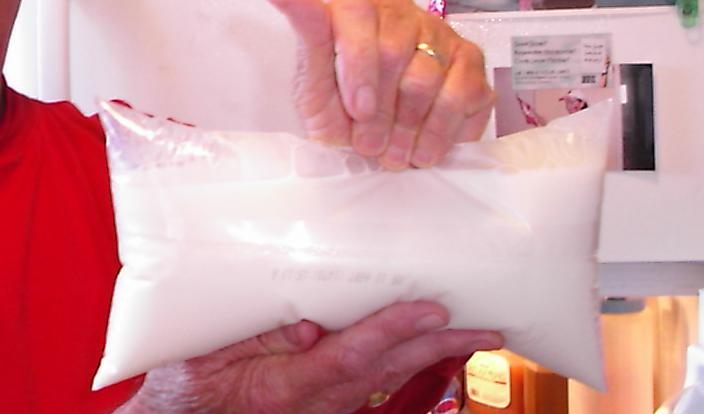
Un sac de lait en Ontario

Les sacs de lait sont communs au Canada. L’ensachage a été importé en 1967 par DuPont en utilisant de l'équipement européen. Le nouveau format d'emballage a rapidement été adopté par les transformateurs laitiers de l'Est du pays, remplaçant les bouteilles de lait en verre.
Les sacs de laits sont vendus dans l'Est du Canada et sont rares dans l'Ouest du pays (Manitoba, Saskatchewan, Alberta et Colombie-Britannique). Ils sont vendus par groupe de trois sacs formant un total de quatre litres. Les sacs individuels n'ont aucun imprimé à l'exception de la date de péremption.
Le lait en sac de 1⅓L et vendu en paquet de trois totalisant quatre litres dans un plus grand sac est le format le plus populaire dans l'Est du Canada. Il représente 60 % du volume du lait vendu au Québec et encore plus en Ontario. Le sac individuel est couramment appelé "pinte" pour le distinguer du "sac" de trois pintes qui est acheté à l'épicerie.